# G30学校
G30学校（之前被称为G20学校）是一个由时任南非圣安德鲁斯中学校长David Wylde和英国威灵顿公学校长Anthony Seldon在2006年创建的非正式中学组织。
所有的成员校都是当地最优秀和最具有创新性的学校。G30学校每年会召开校长峰会讨论当今教育者面临的关键问题。
G30学校组织包括了来自20个国家的50所学校。新成员的加入需要现成员校投票邀请。G30学校有两个指标：学校的声誉和学校领导班子的声誉。

## 现成员校

### 
- 悉尼国王学校[4]
- 墨尔本Carey浸礼会文法学校[5]
- 悉尼Cranbrook学校[5]
- Geelong文法学校[5]
- 阿德莱德圣彼得学校[6]
- 墨尔本文法学校[7]

### 加拿大
- Appleby学校[5]

### 中国大陆
- 中国人民大学附属中学[1][3]

### 德国
- Salem城堡学校[8]

### 
- SOS-Hermann Gmeiner国际学校[9]

### 香港
- 漢基國際學校[5]

### 印度
- Mayo学校，Ajmer
- Daly学校，Indore[9]
- The Doon学校，Indore[4]

### 约旦
- 國王學院 (約旦)（英语：King's Academy）[10]

### 
- Brookhouse学校[5]

### 巴基斯坦
- 艾奇森學院[11]

### 秘魯
- Markham学校[12]

### 菲律賓
- Xavier学校

### 新加坡
- 莱佛士书院[4]

### 南非
- Diocesan学校
- 圣安德鲁斯学校，Grahamstown[13]
- 圣约翰学校，约翰内斯堡[5]
- St Stithians学校[14]

### 
- 民族史觀高等學校[5]

### 瑞典
- Sigtuna区人文学校[5]

### 瑞士
- 日内瓦国际学校[6]

### 臺灣
- 台北美國學校[5]

### 泰國
- Mahidol Wittayanusorn学校[5]

### 土耳其
- 罗伯特学校

### 英国
- Millfield学校
- 伊顿公学
- 马尔伯勒中学
- Stowe学校
- 威灵顿公学

### 美国
- 白金汉Browne & Nichols学校
- 哈佛西湖学校[10]
- 菲利普斯学院[10]
- 菲利普斯埃克塞特学院[10]
- 芝加哥大学实验中学